# Anthelme Hauchecorne
Œuvres principales
La Tour des illusions (2011)

Journal d'un marchand de rêves (2016)
Anthelme Hauchecorne, né le 27 janvier 1980, est un auteur français de romans et nouvelles fantastiques, ancrés dans des univers gothiques, baroques ou steampunk.

## Biographie
Originaire de Lorraine, Anthelme Hauchecorne développe très tôt un goût prononcé pour la lecture et l'écriture. Il suit des études mêlant droit, économie et sociologie et travaille dans différentes branches, avant de réussir le concours d'enseignant en économie et gestion en 2007. Fraîchement titularisé dans le Nord-Pas-de-Calais, il profite de ses trajets dans les transports en commun pour donner vie à ses univers imaginaires. Il puise son inspiration dans les œuvres d'auteurs qu'il affectionne, tels Yal Ayerdhal, Alain Damasio et Xavier Mauméjean, mais également dans des jeux de rôles, des comics, ou encore de la musique. Après avoir rédigé des nouvelles parues dans plusieurs magazines spécialisés, il publie son premier livre, La Tour des illusions, en 2011, aux éditions Lokomodo. Son dernier roman, Journal d'un marchand de rêves, édité par L'atelier Mosesu, a remporté le prix Imaginales 2017 dans la catégorie roman francophone.
Il est membre de la Charte des auteurs et des illustrateurs jeunesse.

## Œuvres

### Recueil de nouvelles
- Cercueil de nouvelles 1 : Baroque’n’roll, Midgard, 2013.
- Cercueil de nouvelles 2 : Punk’s not dead, Midgard, 2014.

### Romans
- La Tour des illusions, Lokomodo, 2011.
- Âmes de verre (Le Sidh, t.1), Midgard, 2013.
- Le Carnaval aux corbeaux (Le Nibelung, t.1), Éditions du chat noir, 2016.
- Journal d’un marchand de rêves (L’Atlas des songes, t.1), L'atelier Mosésu, 2016. Réédition French Pulp éditions, 2018
- Chroniques des Cinq Trônes - tome 1 Moitiés d'âme Gulf stream éditeur 2019.
- Shusharrah, Scrineo, 2021. De Emmanuel Chastellière et Anthelme Hauchecorne

## Récompenses
- 2014 : prix Masterton catégorie nouvelle pour Punk's not dead[5].
- 2017 : prix Imaginales catégorie roman francophone pour Journal d'un marchand de rêves[3].